# Provincia de Sør-Trøndelag
Sør-Trøndelag fue una provincia (fylke) de Noruega, que correspone a la parte sur del actual condado de Trøndelag. Trøndelag fue dividida en dos provincias administrativas en 1804. En 2016, los consejos de ambas provincias votaron a favor de fusionarse en una sola provincia el 1 de enero de 2018. Su superficie era de 18 832 km² de área y su población era de 313 370 habitantes según el censo de 2016. Tenía fronteras con la antigua provincia de Nord-Trøndelag, así como con las provincias de Møre og Romsdal, Oppland y Hedmark. Su capital era Trondheim.

## Municipios
Sør-Trøndelag se subdividía en 25 municipios:
| 1. Åfjord 2. Agdenes 3. Bjugn 4. Frøya 5. Hemne 6. Hitra 7. Holtålen 8. Klæbu 9. Malvik 10. Meldal 11. Melhus 12. Midtre Gauldal 13. Oppdal | 1. Orkdal 2. Ørland 3. Osen 4. Rennebu 5. Rissa 6. Roan 7. Røros 8. Selbu 9. Skaun 10. Snillfjord 11. Trondheim 12. Tydal |